# Themistoclesia anfracta
Themistoclesia anfracta là một loài thực vật có hoa trong họ Thạch nam. Loài này được (A.C. Sm.) Sleumer miêu tả khoa học đầu tiên năm 1936.